# Dziedziczenie ustawowe
Dziedziczenie ustawowe – dziedziczenie według przepisów prawa spadkowego, mające miejsce, gdy spadkodawca nie sporządził testamentu albo testament jest nieważny, albo gdy osoby powołane do dziedziczenia nie chcą lub nie mogą być spadkobiercami. Dziedziczenie ustawowe może odnosić się do całego spadku albo do jego części. Reguły dziedziczenia ustawowego opierają się na stosunku pokrewieństwa, małżeństwa lub przysposobienia.
W Polsce dziedziczenie ustawowe jest regulowane przepisami Kodeksu cywilnego w księdze czwartej pt. "Spadki".
Należy tu zwrócić uwagę na art. 43 § 1 Kodeksu rodzinnego i opiekuńczego, który stanowi: "Oboje małżonkowie mają równe udziały w majątku wspólnym". Tak więc połowa majątku pozostaje przy żyjącym współmałżonku jako jego dotychczasowa własność, a masę spadkową tworzy druga połowa majątku wspólnego, o ile nie zaszły okoliczności z § 2 tego artykułu.

## Krąg spadkobierców
Kodeks cywilny w art. 931 – 935 zalicza do spadkobierców ustawowych: zstępnych, małżonka, rodziców, rodzeństwo i zstępnych rodzeństwa spadkodawcy, dziadków, ich dzieci oraz wnuków, pasierbów, gminę oraz Skarb Państwa.
Ostatnie zmiany w kręgu spadkobierców ustawowych zostały dokonane na podstawie ustawy z dnia 2 kwietnia 2009 r. o zmianie ustawy – Kodeks cywilny (Dz.U. z 2009 r. nr 79, poz. 662) oraz ustawy z dnia 28 lipca 2023 r. o zmianie ustawy - Kodeks cywilny oraz niektórych innych ustaw (Dz.U. z 2023 r. poz. 1615). W ramach pierwszej przedmiotowej nowelizacji krąg spadkobierców ustawowych został poszerzony o pasierbów.

## Kolejność dziedziczenia ustawowego
Polskie prawo spadkowe określa kolejność w jakiej spadkobiercy ustawowi są powoływani do spadku.
W pierwszej kolejności do spadku zostają powołane dzieci spadkodawcy oraz małżonek. Dziedziczą oni w częściach równych. Jednak ułamkowa część spadku przypadająca małżonkowi nie może być mniejsza niż 1/4. Oznacza to, że jeśli mąż pozostawił po sobie żonę i dwoje dzieci, to wszyscy otrzymają po 1/3 spadku. Jeśli jednak pozostawiłby żonę i czworo dzieci, to żona otrzyma 1/4 spadku a czworo dzieci pozostałe 3/4 spadku.
Gdy dziecko spadkodawcy nie dożywa otwarcia spadku, jego udział spadkowy przypada jego dzieciom w częściach równych. Czyli w momencie, gdy spadkodawca pozostawia żonę, dwie córki oraz dwoje wnucząt po wcześniej zmarłym synu; to żona dziedziczy 1/4 spadku, obie córki po 1/4 spadku, zaś oboje wnucząt pozostałą 1/4 część spadku, która przypadałaby na syna spadkodawcy.
We współczesnym prawie – w przeciwieństwie np. do prawa XIX-wiecznego – zniesiono dyskryminację dzieci nieślubnych i narodzonych wskutek kazirodztwa. Dlatego też dzieci ze związków pozamałżeńskich, czy kazirodczych zachowują pełne prawa spadkobierców.
W sytuacji, gdy spadkodawca nie pozostawił zstępnych (dzieci naturalnych i przysposobionych), do spadku zostają powołani jego małżonek oraz jego rodzice. Udział każdego z rodziców, który dziedziczy wraz z małżonkiem, wynosi 1/4 spadku. Kodeks w art. 932 § 2 uprzywilejowuje matkę spadkodawcy w sytuacji, gdy nie zostało ustalone ojcostwo. W takim przypadku bowiem dziedziczy ona 1/2 spadku a małżonek pozostałą połowę. Rodzice przejmują cały spadek w razie, gdy spadkodawca nie pozostawił ani dzieci, ani małżonka.
Kolejno art. 932 § 4 mówi, iż w razie, gdy jedno z rodziców nie dożyło otwarcia spadku, to w jego miejsce wchodzi rodzeństwo spadkodawcy, dziedzicząc część przypadającą rodzicowi w częściach równych. Zarazem – wedle art. 933 – udział małżonka, który dziedziczy wraz z rodzicami, rodzeństwem, czy zstępnymi rodzeństwa współmałżonka, zawsze wynosi połowę spadku. W ten sposób przepisy chronią interes małżonka, który w czasie życia spadkodawcy przyczyniał się do wzrostu jego majątku (majątku, który potem wszedł w skład spadku).
Czyli w przypadku, gdy mąż pozostawia żonę a oboje jego rodzice żyją; to połowę spadku po nim obejmują rodzice a połowę wdowa. Jeśli umiera mąż, pozostawiając żonę a żyje jego matka oraz trzy siostry; to 1/2 spadku przypada żonie, 1/4 matce, 1/4 trzem siostrom.
Podział spadku komplikuje się w sytuacji, gdy do dziedziczenia powołani zostają zstępni rodzeństwa. Taka sytuacja ma miejsce, gdy jedno z rodzeństwa, mające prawo do spadku, nie żyje. Na przykład: zmarły mąż miał żonę, matkę, dwie siostry oraz dwóch bratanków po zmarłym wcześniej bracie. W tej sytuacji 1/2 spadku dziedziczy żona, 1/4 matka, zaś 1/4 dwie siostry oraz dwóch bratanków, którzy wchodzą w miejsce zmarłego uprzednio brata spadkodawcy. Wówczas udział sióstr wynosi 1/3 z 1/4, a udział bratanków 1/2 z 1/3 z 1/4.
Wreszcie małżonek spadkodawcy obejmuje całość spadku, w razie gdy zmarły małżonek nie posiadał ani rodziców, ani rodzeństwa, ani zstępnych rodzeństwa (siostrzeńców, bratanków, siostrzenice, bratanice itp.). Jednakże małżonek nie może dziedziczyć, jeśli spadkodawca wystąpił za życia o orzeczenie rozwodu lub separacji, a żądania te były uzasadnione. Owo wyłączenie następuje na mocy orzeczenia sądu. Wyłączenia może żądać każdy z pozostałych spadkobierców ustawowych, którzy zostali powołani do dziedziczenia w zbiegu z małżonkiem. Termin do wytoczenia powyższego powództwa, to 6 miesięcy od dnia, w którym spadkobierca dowiedział się o otwarciu spadku, jednakże nie dalej niż 1 rok od otwarcia spadku. Małżonek nie może dziedziczyć na podstawie ustawy także wtedy gdy pozostawał w separacji ze spadkodawcą.
W następnej kolejności do spadku zostają powołani dziadkowie spadkodawcy. Dziedziczą oni spadek tylko wówczas, gdy spadkodawca nie miał ani małżonka, ani rodzeństwa, ani zstępnych rodzeństwa. W sytuacji, gdy w chwili otwarcia spadku żyją wszyscy dziadkowie (łącznie cztery osoby), to dziedziczą w częściach równych. Jeśli natomiast, któreś z dziadków nie dożyje otwarcia spadku, to udział spadkowy przypada ich dzieciom. Jeżeli dziecko któregokolwiek z dziadków spadkodawcy nie dożyło otwarcia spadku, udział spadkowy, który by mu przypadał, przypada jego dzieciom w częściach równych. W braku dzieci i wnuków tego z dziadków, który nie dożył otwarcia spadku, udział spadkowy, który by mu przypadał, przypada pozostałym dziadkom w częściach równych (art. 934 Kodeksu cywilnego).
Do Kodeksu wprowadzono również art. 934¹. Zgodnie z nim do dziedziczenia mogą być powołane dzieci małżonka spadkodawcy (pasierbowie), ale tylko te, których oboje rodziców nie dożyło otwarcia spadku. Taka sytuacja ma miejsce wówczas, gdy spadkodawca nie miał rodziców, rodzeństwa, ani krewnych. Podstawę dziedziczenia pasierbów stanowi formalny stosunek powinowactwa, powstający z chwilą zawarcia przez rodzica pasierba – spadkobiercy małżeństwa ze spadkodawcą. Dziedziczenie pasierbów nie jest zależne od więzi uczuciowej łączącej ich ze spadkodawcą lub brakiem istnienia tejże więzi.
Gmina ostatniego miejsca zamieszkania spadkodawcy dziedziczy wówczas, gdy spadkodawca nie pozostawił żadnych osób powołanych do spadku z ustawy. Jeżeli natomiast ostatniego miejsca zamieszkania spadkodawcy nie da się ustalić lub spadkodawca zamieszkiwał i zmarł za granicą, to spadek przypada Skarbowi Państwa (art. 935 KC).